# Benthamia africana
Benthamia africana là một loài thực vật có hoa trong họ Lan. Loài này được (Lindl.) ined. mô tả khoa học đầu tiên.